# Župnija Turnišče
Župnija Turnišče je rimskokatoliška teritorialna župnija dekanije Lendava škofije Murska Sobota. K župniji poleg Turnišča spadajo še vasi: Renkovci, Nedelica, Gomilica, Brezovica in Lipa.
Župnijska in romarska cerkev je posvečena Marijinemu vnebovzetju (Cerkev Marijinega vnebovzetja, Turnišče). Domači imeni za romarsko svetišče sta še: Marija pod logom in Marija na pustini. 
Do 7. aprila 2006, ko je bila ustanovljena škofija Murska Sobota, je bila župnija del Pomurskega naddekanata, ki je bila del škofije Maribor.
Župnijsko cerkev Marijinega vnebovzetja v Turnišču je murskosoboški škof dr. Marjan Turnšek 15. avgusta 2007 razglasil za osrednje romarsko svetišče škofije Murska Sobota.